# یواس‌اس اس‌سی-۵۰۰
یواس‌اس اس‌سی-۵۰۰ (به انگلیسی: USS SC-500) یک زیردریایی بود که طول آن ۱۱۰ فوت ۱۰ اینچ (۳۴ متر) بود. این زیردریایی در سال ۱۹۴۲ ساخته شد.